# Flughafen Semarang

i8
i11
i13
Der internationale Flughafen Achmad Yani (indonesisch Bandara Internasional Achmad Yani; IATA-Code: SRG, ICAO-Code: WARS) ist der Flughafen von Semarang, der Hauptstadt der Provinz Jawa Tengah. Der ehemalige Militärflugplatz Kalibanteng wurde 1966 für die zivile Luftfahrt eröffnet. Die stetige Zunahme des zivilen Luftverkehrs veranlasste die Einordnung des Flughafens unter der PT. Angkasa Pura I mit der neuen Bezeichnung Flughafen Achmad Yani.
Die Provinzregierung hat im Jahr 2004 die Flughafenerweiterung angekündigt. Nördlich des alten Terminals wird ein neues mit der Fläche von 27.500 m² entstehen mit einem Vorfeld von 61.344 m², um zwei mittelgroße und zehn kleine Flugzeuge unterzubringen.

## Fluggesellschaften und Ziele
Folgende Fluggesellschaften fliegen regelmäßig den Flughafen an:
| Fluggesellschaft           | Flugziele                                 |
| -------------------------- | ----------------------------------------- |
| AirAsia                    | Kuala Lumpur                              |
| Garuda Indonesia           | Jakarta, Surabaya                         |
| Indonesia AirAsia          | Jakarta, Surabaya                         |
| Kal Star Aviation          | Pangkalanbun, Sampit, Ketapang, Pontianak |
| Lion Air                   | Jakarta, Banjarmasin, Balikpapan          |
| Merpati Nusantara Airlines | Bandung, Sampit                           |
| Sriwijaya Air              | Jakarta, Surabaya, Banjarmasin            |
| Trigana Air Service        | Ketapang, Berau, Balikpapan               |
| Wings Air                  | Denpasar, Surabaya                        |

## Zwischenfälle
- Am 1. Mai 1981 geriet eine Vickers Viscount 832 der indonesischen Mandala Airlines (Luftfahrzeugkennzeichen PK-RVN) bei der Landung auf dem Flughafen Semarang von der Landebahn ab. Das Bugfahrwerk und rechte Hauptfahrwerk brachen zusammen, wobei das Flugzeug irreparabel beschädigt wurde. Alle 44 Insassen, vier Besatzungsmitglieder und 40 Passagiere, überlebten.[2]